# Porto Santo (eiland)
Porto Santo is een Portugees eiland, het hoofdeiland van de gelijknamige eilandengroep, en is een onderdeel van de autonome regio Madeira. Het eiland heeft 1 gemeente, Porto Santo. In die gemeente is de hoofdplaats de stad Vila Baleira.
In 2011 had het eiland 5.483 inwoners. De voornaamste economische motor van het eiland is het toerisme dat door een ontwikkeling van de hotelbouw in de 20e eeuw sterk is gegroeid.
Porto Santo ligt 50 km ten noordoosten van het hoofdeiland Madeira. Het eiland heeft een eigen vliegveld: luchthaven Porto Santo.

## Geschiedenis
Het eiland werd pas bevolkt in 1420, nadat twee kapiteins van prins Hendrik de Zeevaarder, João Gonçalves Zarco en Tristão Vaz Teixeira, het herontdekten toen zij er in 1418 door een storm strandden. Uit dank voor hun overleven noemden zij het eiland Porto Santo (Heilige Haven). Het jaar erna werd een expeditie gestuurd om de eilandengroep Madeira te bevolken en onder Portugees gezag te stellen.

## Biologie
Op het eiland Porto Santo komt een ondersoort van de madeirahagedis voor; Teira dugesii jogeri. Deze ondersoort hier is endemisch; dit wil zeggen dat de hagedis nergens anders ter wereld voorkomt.

## Sport
- Porto Santo Golfe, golfbaan

## Eilanden
Eilanden die bij Porto Santo horen zijn:

## Geboren
- Diego Columbus (1479/1480-1526),  Spaanse ontdekkingsreiziger en conquistador

## Galerij

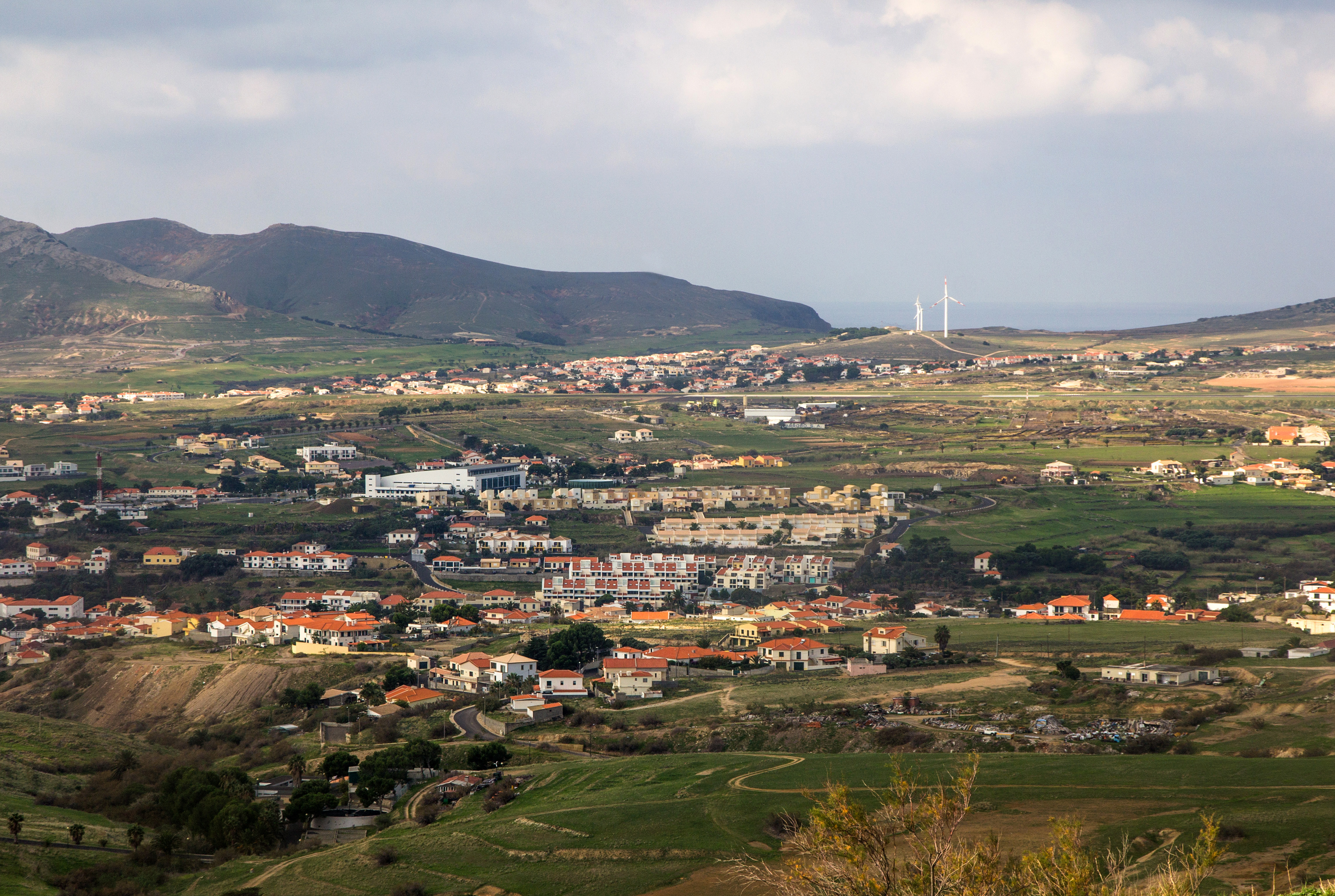
Porto Santo
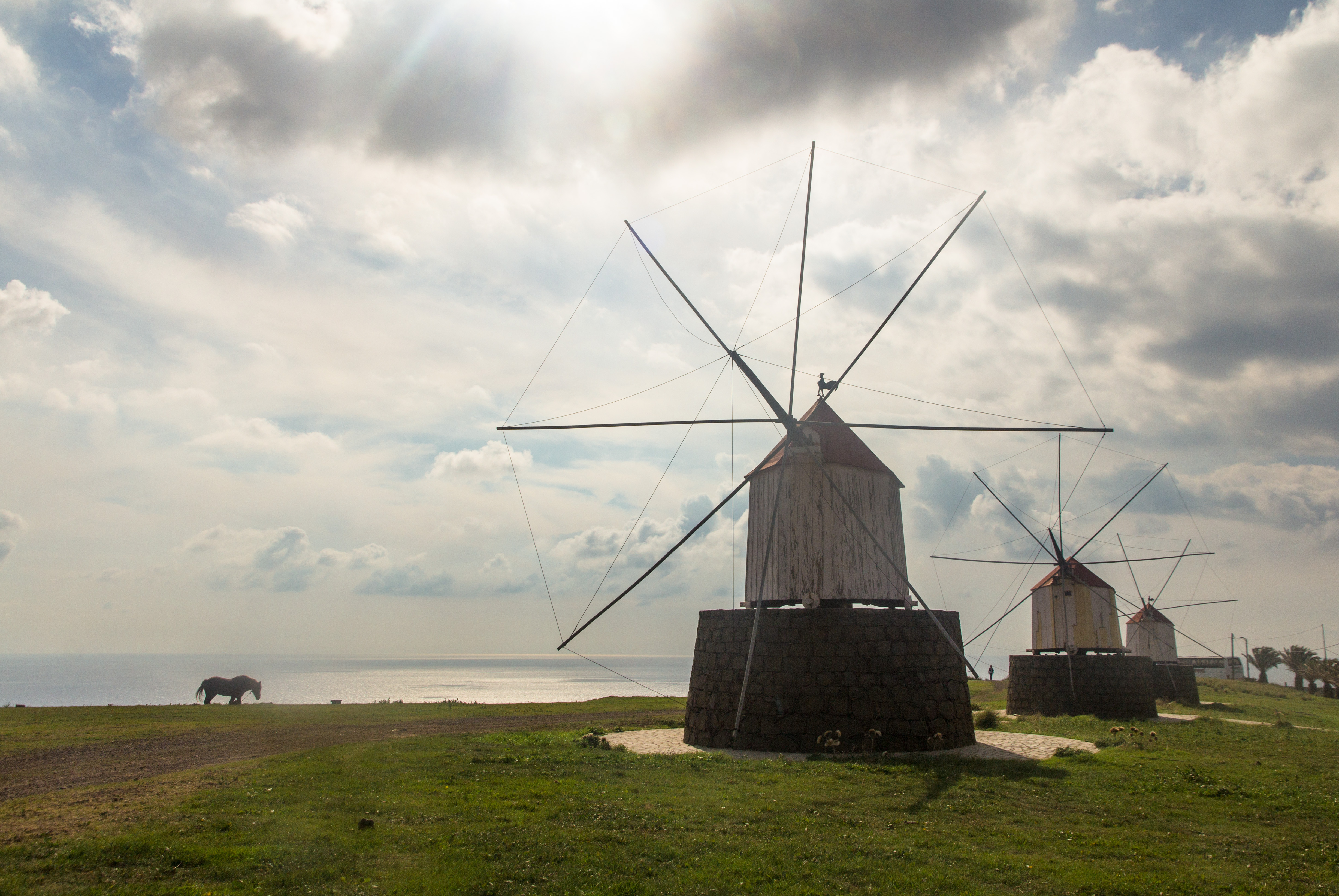
Molens
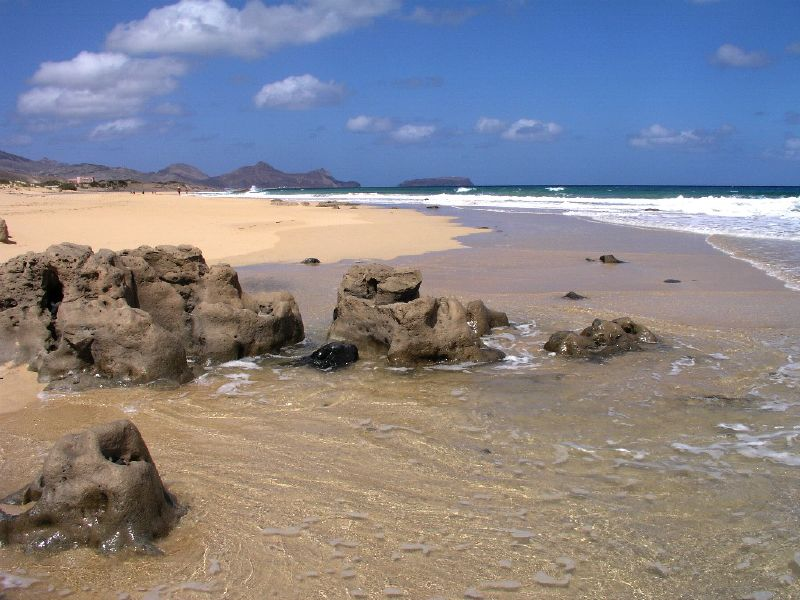
Strand
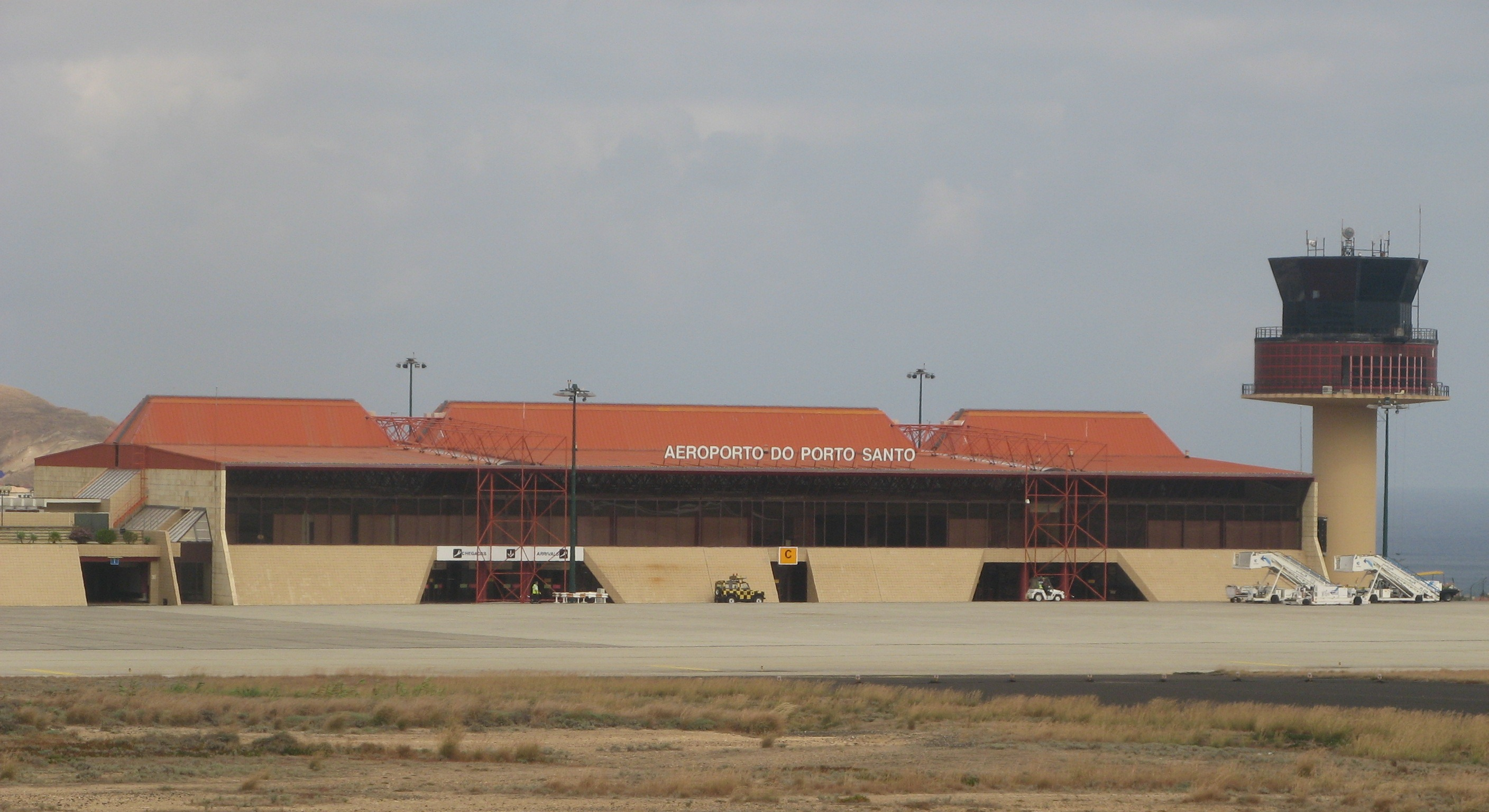
Luchthaven

## Video
- Porto Santo - 2019